# Národní parky v Belgii

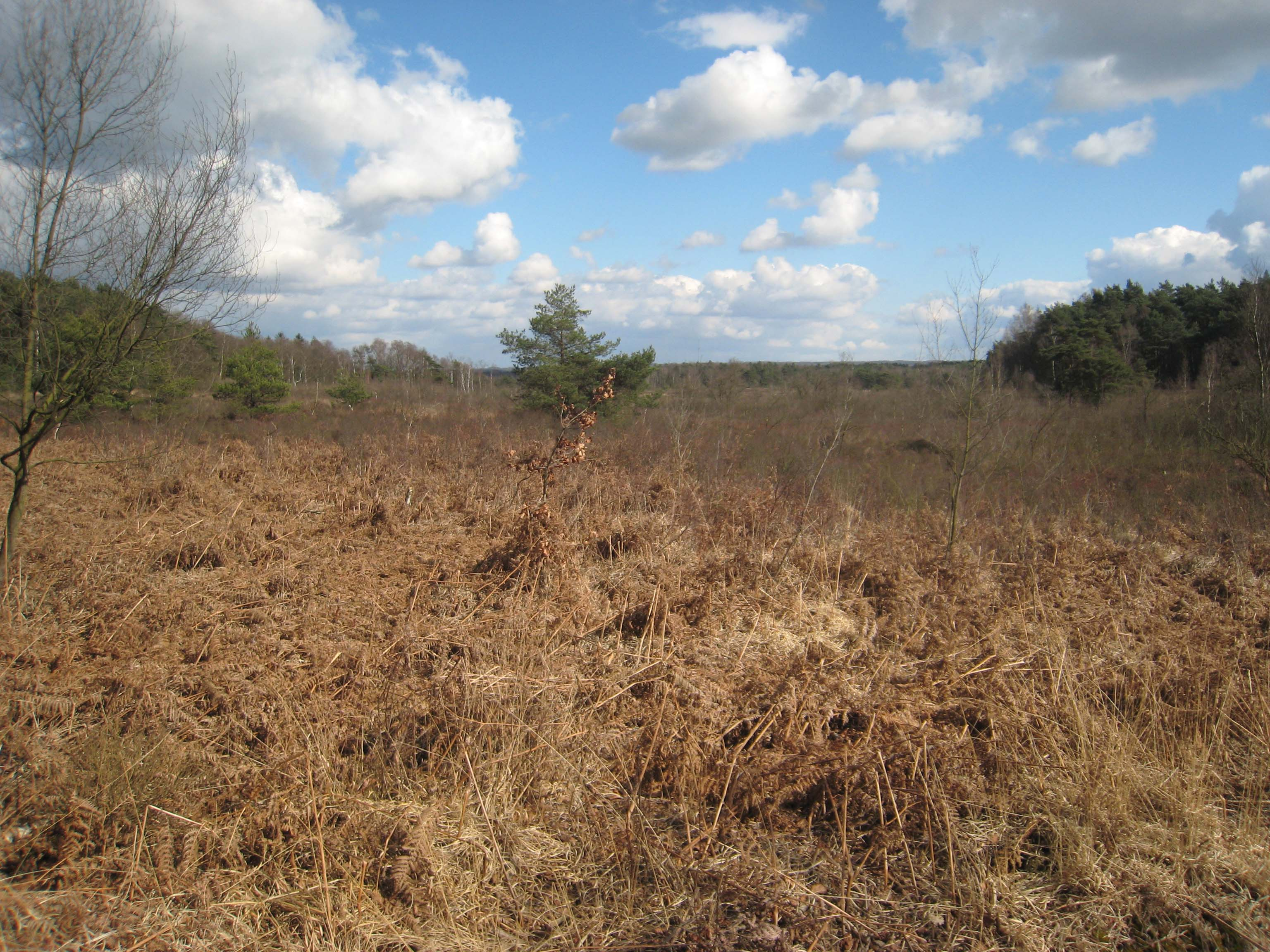
Vřesoviště v národním parku Hoge Kempen

V Belgii se nachází jediný národní park, Hoge Kempen otevřený v roce 2006. Druhou významnou přírodní oblastí, která leží na hracicích s Nizozemskem, je Kalmthoutse Heide. V Nizozemsku má tamní část přírodní oblasti status národního parku. V Belgii je rovněž množství dalších chráněných území.
Národní parky:
- Hoge Kempen – 57,5 km², převládající písečné duny a lesy
- Kalmthoute Heide – 37,50 km² (z čehož 20 km leží v Belgii), část ležící v sousedním Nizozemsku má status národního parku